# Пакет (мрежи)
Пакет в телекомуникациите и компютърните мрежи е форматирана единична група от данни, пренасяна по мрежата. Когато информацията е групирана в пакети, е възможно няколко потребителя едновременно да ползват един и същи комуникационен канал чрез комутация на пакети (на английски: packet switching).
Понякога за означение на пакета точно във формата, в която е излъчен по проводник или по радиото, се използва терминът кадър (на английски: frame).